# Кламат (хребет)
Кламат (англ. Klamath Mountains) — горный хребет на северо-западе Калифорнии и юго-западе Орегона, США. Высшие точки хребта: гора Эдди (2751 м), пик Томпсон (2741 м) и гора Ашланд (2296 м). В геологическом отношении характеризуется большим разнообразием.
Основные реки в районе хребта: Кламат, Тринити, Смит, Салмон, Рог, Скотт и Сакраменто. Крупнейшее озеро — Касл. Кламат характеризуется значительным биоразнообразием, включая такие растительные сообщества как умеренные дождевые леса, влажные внутренние леса, дубовые леса, высокогорные леса и альпийские луга. В районе хребта произрастают около 30 видов хвойных пород, в том числе эндемичные для этих мест ель Бревера и кипарисовик Лавсона, что делает Кламат одним из наиболее богатых по количеству видов хвойных лесов мира. Другие виды хвойных деревьев, произрастающие здесь: псевдотсуга Мензиса, жёлтая сосна, сосна Ламберта, тсуга горная, пихта одноцветная, пихта великолепная, секвойя, туя складчатая и др.